# Mateo 12

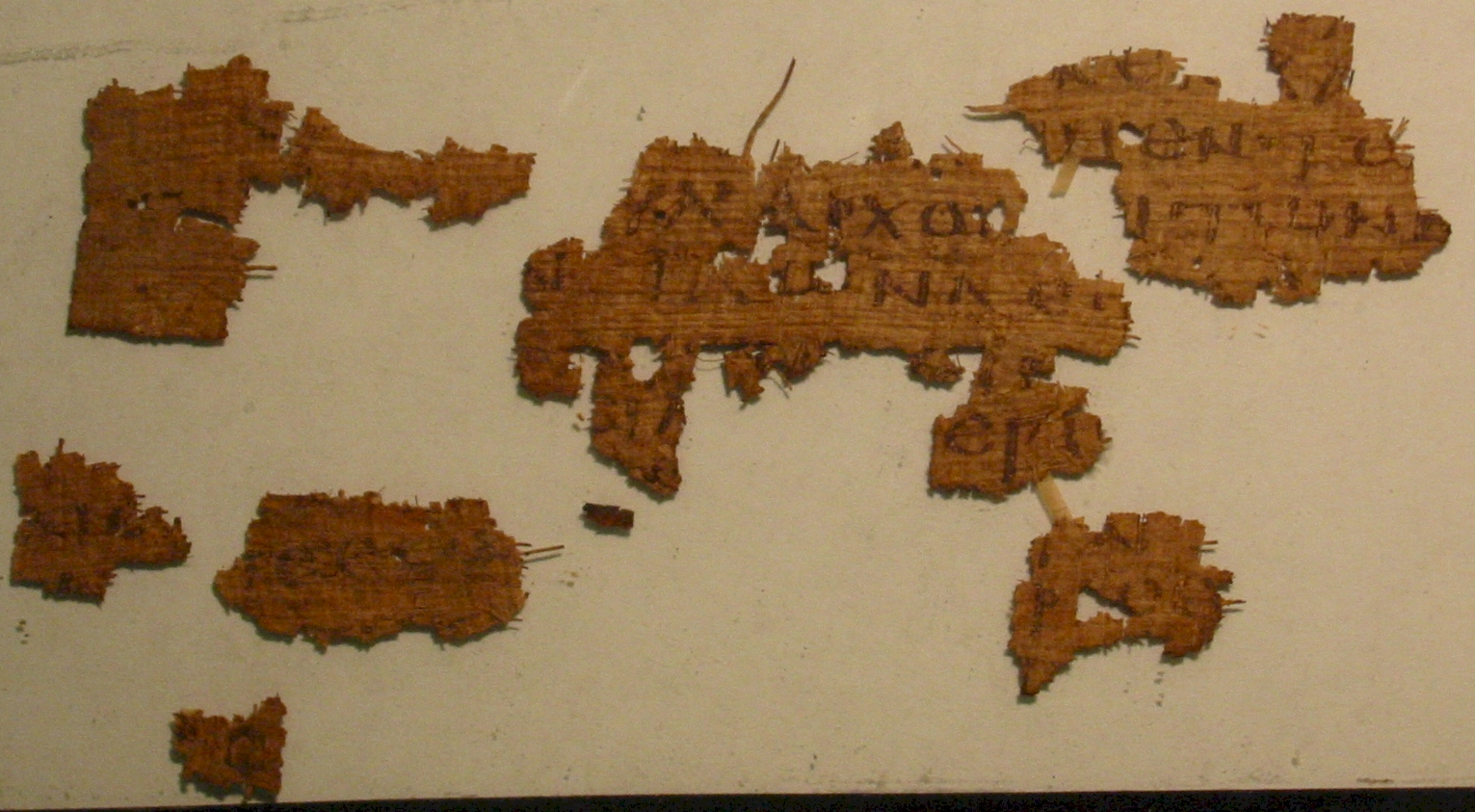
Evangelio de Mateo 12:24–26 en Papyrus 21, del siglo III

Mateo 12 es el duodécimo capítulo del Evangelio de Mateo de la sección Nuevo Testamento de la Biblia cristiana. Continúa la narración sobre el Ministerio de Jesús en Galilea e introduce por primera vez la controversia sobre la cuestión sobre el sábado.

## Texto
El texto original fue escrito en griego koiné. Este capítulo está dividido en 50 versículos.

### Testigos textuales
Algunos manuscritos antiguos que contienen el texto de este capítulo son:
- Papiro 21 (siglo III; existen los versículos 24-26, 32-33)
- Papiro 70 (siglo III; se conservan los versículos 26-27)
- Códice Vaticano (325-350)
- Codex Sinaiticus (330-360; completo)
- Codex Bezae (~400)
- Codex Washingtonianus (~400)
- Codex Ephraemi Rescriptus (~450; completo)
- Codex Purpureus Rossanensis (siglo VI)
- Codex Petropolitanus Purpureus (siglo VI; versículos 1-39 existentes)

## Estructura
Este capítulo puede agruparse (con referencias cruzadas a otros pasajes bíblicos):
- Mateo 12:1-8 = Señor del sábado (Marcos 2:23-28; Lucas 6:1-5)
- Mateo 12:9-14 = Curación del hombre con una mano seca (Marcos 3:1-6; Lucas 6:6-11)
- Mateo 12:15-21 = El Siervo Elegido (Isaías 42)
- Mateo 12:22-28 = Curación del poseído ciego y mudo (Marcos 3:20-26; Lucas 11:14-20)
- Mateo 12:29 = Parábola del hombre fuerte (Marcos 3:27; Lucas 11:21-22)
- Mateo 12:30 = Los que no están conmigo están contra mí (Marcos 9)
- Mateo 12:31-32 = Pecado imperdonable (Marcos 3:28-30;Lucas 11:23)
- Mateo 12:33-37 = Parábola del árbol y sus frutos (6:43-45)
- Mateo 12:38-42 = Petición de una señal (Lucas 11:29-32; Jonás 2:1)
- Mateo 12:43-45 = El regreso del espíritu impuro (Lucas 11:24-26)
- Mateo 12:46-50 = Los verdaderos parientes de Jesús (Marco 3:31-35; Lucas 8:19-21)

## Versículo 1
En aquel tiempo, Jesús pasó por los sembrados en sábado; sus discípulos tenían hambre, y se pusieron a arrancar espigas y a comer.
El teólogo protestante alemán Heinrich Meyer señala que aquí no había acusación de traspaso o robo: "a cualquiera se le permitía arrancar... espigas de maíz en el campo de otro hombre hasta quedar satisfecho" de acuerdo con 23:25:
Si entras en el grano en pie de tu prójimo, podrás arrancar las espigas con la mano, pero no meterás hoz en el grano en pie de tu prójimo.
La ley mosaica no dejaba claro si tal licencia estaba autorizada en sábado. Tanto Marcos como Lucas plantean la controversia sobre el sábado con anterioridad en sus respectivos evangelios (Marcos 2:23-27 y Lucas 6:1-11).

## Comentarios de la Iglesia católica
Jesús, al dar con autoridad divina el sentido definitivo de la Ley, se vio enfrentado a algunos fariseos que rechazaban su doctrina. Esto ocurre respecto del sábado. Dios lo instituyó, y quiso que el pueblo judío se abstuviera de ciertos trabajos en ese día para poder dedicarse con más calma y serenidad a honrar a Dios. Con el tiempo se fue complicando el precepto divino hasta el punto de que en la época de Jesús existía una clasificación de 39 tipos de trabajos prohibidos. Jesús enseña con frecuencia que el descanso del sábado no se rompe por el servicio a Dios o al prójimo, y rebate la acusación de los fariseos con cuatro razones: el ejemplo de David, el de los sacerdotes, el sentido de la misericordia divina y el señorío del propio Jesús sobre el sábado. Aquí, Jesús parece dar por sentado que el texto tenía una relevancia especial para los interlocutores: no está tanto en polémica con los sacrificios del Templo, como con la necesidad de distinguir entre lo que es importante y lo que no lo es. Con el episodio del hombre de la mano seca, el evangelio muestra lo lejos estaban aquellos hombres de la misericordia, y por tanto, de reconocer quién era Jesús. La disposición hacia la misericordia abre los ojos para ver más claramente a Dios y sus obras: 

Reconoce, oh cristiano, la altísima dignidad de esta tu sabiduría, y entiende bien cuál ha de ser tu conducta y cuáles los premios que se te prometen. La misericordia quiere que seas misericordioso, la justicia desea que seas justo, pues el Creador quiere verse reflejado en su criatura, y Dios quiere ver reproducida su imagen en el espejo del corazón humano, mediante la imitación que tú realizas de las obras divinas. No quedará frustrada la fe de los que así obran, tus deseos llegarán a ser realidad, y gozarás eternamente de aquello que es el objeto de tu amor.

## Cumplimiento del canto del siervo de Isaías
Mateo afirma que la retirada de Jesús de las ciudades de Galilea y su petición de que las multitudes no le dieran a conocer es un cumplimiento de la primera Canción del Siervo del profeta Isaías. Los versículos citados del Isaías proceden de la versión de la Septuaginta del Isaías 42:1-4. Una diferencia con respecto a la versión en hebreo se encuentra en el versículo 21 (Isaías 42:4).
En la traducción de la versión hebrea, esto lee:
y las costas esperarán Su ley
En la Septuaginta y en el Evangelio de Mateo se lee:
y en su nombre confiarán los gentiles.

### Versículos 17-21
17 para que se cumpliese lo dicho por el profeta Isaías, cuando dijo:
18 "¡He aquí! Mi Siervo a quien he elegido,
¡Mi Amado en quien Mi alma se complace!
Pondré mi espíritu sobre él...
Y Él declarará justicia a los Gentiles.
19 No peleará ni gritará,
Ni nadie oirá su voz en las calles.
20 No quebrará la caña cascada.
Y no apagará el lino humeante.
hasta que envíe la justicia a la victoria.
21 Y en su nombre confiarán los gentiles."

### Interpretación
Los últimos episodios que describe el evangelista muestran la oposición de las autoridades a Jesús, por ello el Señor se aleja de aquel lugar para evitar enfrentamientos. No por ello deja de curar a los necesitados. En este gesto, el evangelista Mateo descubre la clave doctrinal del misterio de Jesús. Al citas a Isaías 42,1-4 muestra el sentido de lo descrito en estos dos capítulos, en los que se percibe el endurecimiento de los jefes de Israel: en Jesús se cumple la profecía del «Siervo doliente», cuyo magisterio amable y discreto había de traer  la luz de la verdad al mundo. Su misión como «Siervo sufriente», que había comenzado con el Bautismo en el río Jordán, vuelve a mostrarla Mateo al narrar el rechazo de estos fariseos, y volverá a señalarla de manera especial en su pasión y muerte. Sin embargo, el texto del profeta acabará por afirmar el triunfo universal del Mesías humilde.

## Palabras imprudentes u ociosas
Dale Allison asocia las referencias a las palabras "ociosas" en los versículos 36 y 37 con las referencias anteriores a la blasfemia en versículo 31, y véase a Jesús como refutando la sugerencia de que la blasfemia "realmente no puede tener consecuencias eternas porque no consiste en nada más que palabras".

### Versículo 36
Pero yo os digo que de toda palabra ociosa que hablen los hombres, de ella darán cuenta en el día del juicio. 
El teólogo Albert Barnes describe una "palabra ociosa" como literalmente "una palabra vana, irreflexiva, inútil; una palabra que no logra nada bueno", pero afirma que en el contexto el significado son palabras "perversas, injuriosas, falsas [o] maliciosas". El griego revela un contraste entre ρημα αργον, rhēma argon, palabras o sonidos ociosos, y la consiguiente necesidad de ἀποδώσουσιν περὶ αὐτοῦ λόγον, apodōsousin peri autou logon, dar cuenta razonada en el día del juicio.

### Versículo 37
Porque por vuestras palabras seréis justificados, y por vuestras palabras seréis condenados. 
Arthur Carr, en la Cambridge Bible for Schools and Colleges, señala la conexión entre las palabras y el «carácter moral». William Robertson Nicoll  contrasta este versículo con 25:31-46, donde la justificación se basa en las acciones: porque tuve hambre y me disteis de comer...  Él ve el capítulo 3 de la epístola de Santiago como una extensión de este versículo.

### Comentario
La dureza de cervid de los fariseos explica la enseñanza de Jesús sobre el pecado contra el Espíritu Santo y sobre su carácter irremisible.

Este pecado «no consiste en el hecho de ofender con palabras al Espíritu Santo; consiste, por el contrario, en el rechazo de aceptar la salvación que Dios ofrece al hombre por medio del Espíritu Santo, que actúa en virtud del sacrificio de la Cruz (…); la blasfemia contra el Espíritu Santo es el pecado cometido por el hombre, que reivindica un pretendido “derecho a perseverar en el mal” —en cualquier pecado— y rechaza así la Redención

. En este sentido se dice que es irremisible.
Al final del capítulo se presentan sentencias muy expresivas. Los fariseos que le acusan no dan valor a las palabras, pero las palabras son como las obras: ellas nos salvarán o nos condenarán. 

Toda falta cometida contra la justicia y la verdad entraña el deber de reparación aunque su autor haya sido perdonado. Cuando es imposible reparar un daño públicamente, es preciso hacerlo en secreto; si el que ha sufrido un perjuicio no pude ser indemnizado directamente, es preciso darle satisfacción moralmente, en nombre de la caridad. Este deber de reparación concierne también a las faltas cometidas contra la reputación del prójimo. Esta reparación, moral y a veces material, debe apreciarse según la medida del daño causado. Obliga en conciencia.

 Como en otras ocasiones, el Señor recuerda la existencia de las postrimerías. Ahora, concretamente, la existencia del Juicio Final. Siguiendo este proceder de Cristo y de los Apóstoles, 

la Iglesia tampoco puede omitir, sin grave mutilación de su mensaje esencial, una constante catequesis sobre lo que el lenguaje cristiano tradicional designa como los cuatro novísimos del hombre: muerte, juicio (particular y universal), infierno y gloria